# Saint-Jean, Genève

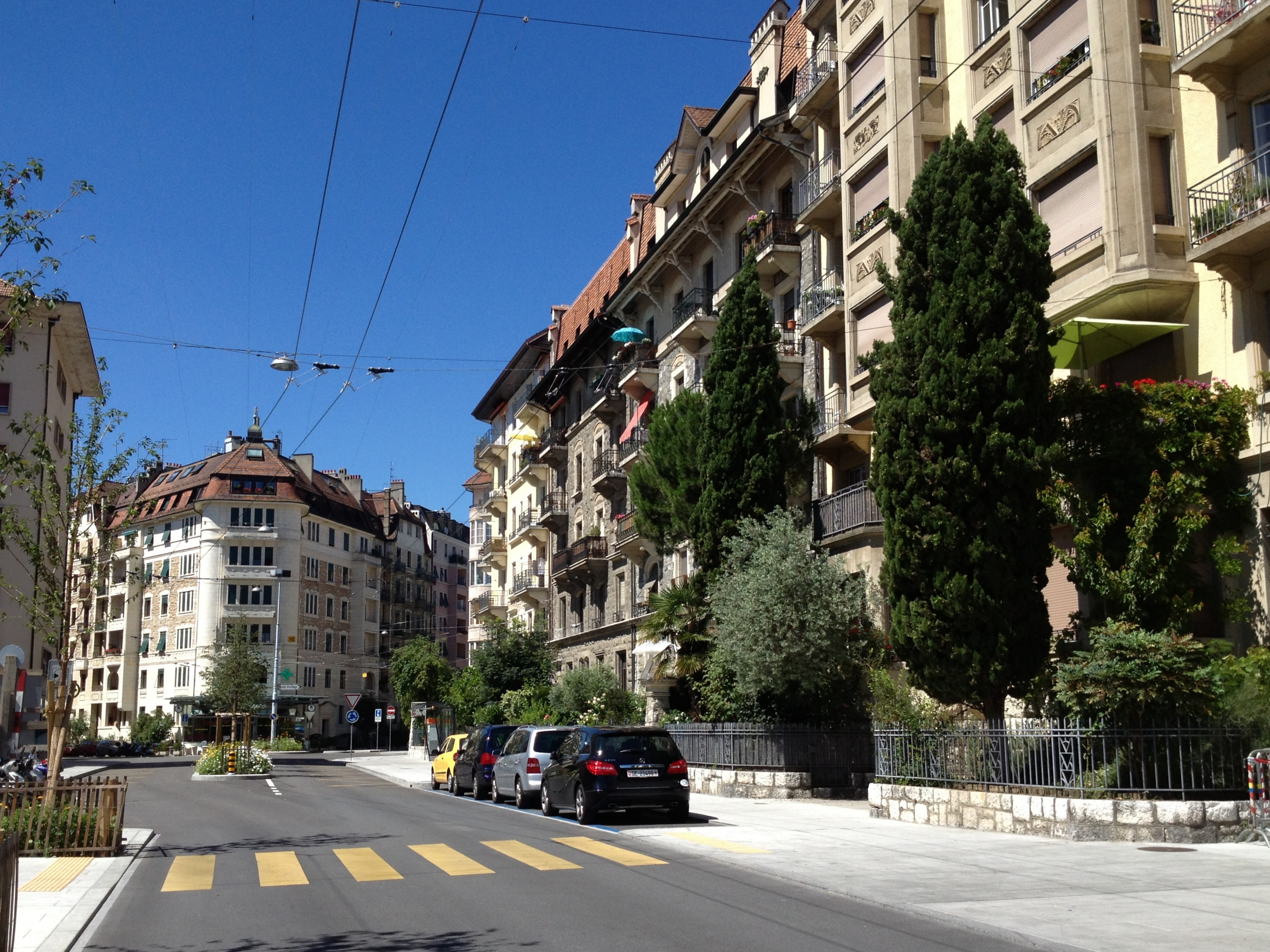
Rue de Saint-Jean.

Saint-Jean är en stadsdel i centrala Genève. Stadsdelen har fått sitt namn efter klostret Saint-Jean-de-Genève, som uppfördes på 1100-talet och revs 1535 i samband med reformationen.